# Чакеравала
Чакеравала, Block A-18 — газовое месторождение на шельфе Таиланда и Малайзии. Открыто в 1996 году. Начальные запасы газа составляют 200 млрд м³.
Оператором месторождения является CarigaliHess Operating Company (Petronas, Hess Corporation — по 50 %).